# غوزاريش
غوزاريش (بالإنجليزية: Guzaarish)‏ (وتعني بالعربية: عريضة)، هو فيلم دراما هندي، تمَّ إنتاجه عام 2010 ،تأليف وإنتاج وإخراج سانجاي ليلا بهنسالي ومن بطولة هريثيك روشان وآيشواريا راي وأديتيا روي كابور
الفيلم يتناول موضوع الموت الرحيم من خلال قصة ساحر مشهور يصاب بشلل رباعي بعد تعرضه للسقوط اثناء أحد عروضه والذي يضطر بعد معاناته الطويلة مع المرض إلى تقديم طلب للمحكمة بمنحه الموت الرحيم للحد من معاناته.

## وصلات خارجية
- غوزاريش على موقع IMDb (الإنجليزية)
- غوزاريش على موقع روتن توميتوز (الإنجليزية)
- غوزاريش على موقع نتفليكس (الإنجليزية)
- غوزاريش على موقع ألو سيني (الفرنسية)
- غوزاريش على موقع Turner Classic Movies (الإنجليزية)
- غوزاريش على موقع بوكس أوفيس موجو (الإنجليزية)
- غوزاريش على موقع فيلمافينيتي (الإسبانية)
- غوزاريش على موقع قاعدة بيانات الفيلم (الإنجليزية)
- غوزاريش على موقع ليتربوكسد (الإنجليزية)
- غوزاريش على موقع كينوبويسك (الروسية)